# NGC 5712
NGC 5712 este o galaxie eliptică situată în constelația Ursa Mică. A fost descoperită în 20 decembrie 1797 de către William Herschel. Se află la o distanță de 96,77 de megaparseci de Pământ.